# Тиле, Торвальд Николай
Торвальд Николай Тиле (дат. Thorvald Nicolai Thiele, 1838—1910) — датский математик и астроном, считается одним из основателей актуарных расчётов.
Наиболее известны его труды в области статистики и задачи трёх тел. Чаще всего его имя употребляется в связи с тем, что он был первым, кто ввёл так называемые полуинварианты, известные также как семиинварианты или кумулянты.

## Биография
Тиле родился в сочельник 1838 года в семье королевского библиотекаря и управляющего королевской типографией Юста Матиаса Тиле. Мальчика назвали в честь его крёстного отца, скульптора Бертеля Торвальдсена.
После окончания школы Тиле начал изучать астрономию в Университете Копенгагена, который он закончил в 1860 году в возрасте 21 года. Через шесть лет он защитил диссертацию о движении двойных звёзд и получил учёную степень доктора наук. Через год Тиле женился на Марие Мартине Тролле, с которой у него в последующем было шесть общих детей. В 1878 году его назначили директором университетской обсерватории; на этой должности он остался вплоть до ухода на пенсию в 1907 году.
Наряду с педагогической и научной деятельностями, Тиле был актуарием в страховой компании и позже основал страховую компанию Hafnia (на сегодняшний день — часть датской страховой компании Codan), где до конца жизни оставался главным актуарием. Кроме того, Тиле стал одним из основателей Датского Математического Общества (1873 год) и первого датского шахматного общества (1865).

## Научные труды

### Статистика

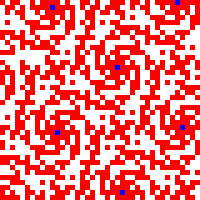
Рисунок «паркета Тиле»: квадратные вычеты по модулю 12+13i. Нуль и ассоциированные с ним гауссовы числа обозначены синим

Более всего Тиле занимали задача трёх тел в астрономии и статистика временных рядов. В его работе Om Anvendelse af mindste Kvadraters Methode i nogle Tilfælde, hvor en Komplikation af visse Slags uensartede tilfældige Fejlkilder giver Fejlene en ‘systematisk’ Karakte (О применении метода наименьших квадратов в случаях, когда определенные типы случайных причин ошибок придают ошибкам «систематичный» характер), вышедшей в 1880 году, он предупредил многие статистические феномены (Moving Average, корреляционные ошибки), на которые математики обратили внимание лишь много лет спустя. Эта работа считается также первым математическим трудом, где встречается броуновское движение (винеровский процесс)— за 25 лет до открытия его Эйнштейном.
Одним из наиболее известных вкладов Тиле в области страховой математики является дифференциальное уравнение, которое описывает изменение резервного капитала для покрытия притязаний страхователей с течением времени:
{\displaystyle {\frac {dV_{t}}{dt}}=\pi +dV_{t}-m_{t}(1-V_{t})},
где {\displaystyle V_{t}} — резервный капитал, {\displaystyle m_{t}} — коэффициент смертности, а {\displaystyle \pi } — размер членского взноса. Эта формула стала достоянием общественности благодаря коллеге математика Йоргену Педерсену Граму и является и сегодня одним из важнейших инструментов в разделе математики страхования жизни.

### Теория чисел: Паркет Тиле
В области теории чисел Тиле исследовал квадратичные вычеты в кольцах гауссовых целых чисел {\displaystyle \mathbb {Z} +i\mathbb {Z} \subset \mathbb {C} }, а также эйзенштейновых целых чисел {\displaystyle \mathbb {Z} +i\omega \mathbb {Z} \subset \mathbb {C} ,\;\omega ={\frac {1-{\sqrt {-3}}}{2}}}. В его вышедшей в 1894 году работе Om Talmønstre Тиле обнаружил, что квадратичные вычеты в факторкольцах вышеназванных колец образуют на гауссовой числовой плоскости симметричный рисунок. Один из современников математика указал, что изразцовая печь в доме Тиле была выложена кафелем по этому образцу, как и вестибюль в страховой компании Hafnia. Лишь в 2002 году профессор Штеффен Лауритцен из Ольборга со своими студентами смогли расшифровать формулу паркета: речь идет о квадратичных вычетах по модулю 71 — возрасту Торвальда Тиле в 1910 году при открытии здания.

### Наследие Тиле
К почестям его бывшего доцента в Университете Копенгагена проходит TN Thiele Symposium, ряд международных лекций по темам страховой математики. В 2004 году в Университете Орхуса открылся научный центр прикладной математики Thiele Centre.

## Память
В честь Николая Тиле названы астероиды (843) Николая, открытый в 1916 году его сыном Хольгером Тиле, и  (1586) Тиле, открытый в 1939 году.